# Midt-Telemark
Midt-Telemark ist eine Kommune in der norwegischen Provinz (Fylke) Telemark. Sie entstand im Rahmen der Kommunalreform in Norwegen am 1. Januar 2020 aus der Zusammenlegung der ehemalige Kommune Bø und Sauherad.

## Geografie
Die Kommune grenzt an Notodden im Norden, Kongsberg im Osten, Skien und Nome im Süden sowie Seljord im Westen. In der Kommune liegen zwei Talengen des Skiensvassdragets, einem Flusssystem, das in die Nordsee mündet. Im Osten der Kommune, also der ehemaligen Kommune Sauherad befindet sich ein bewaldetes hügeliges Areal mit einer Höhe zwischen 500 und 800 moh. Der westliche Teil, also die ehemalige Kommune Bø, weist größere Höhenunterschiede auf. Die höchste Erhebung ist der Jøronnatten mit 1274,8 moh. an der Grenze zu Seljord und Notodden.

## Einwohner
Die Einwohneranzahl wuchs von 2010 bis 2019 um 10,7 Prozent an. Dabei stieg die Bevölkerungszahl jedoch nur in der damaligen Kommune Bø an, während die in Sauherad stagnierte. Nynorsk ist die offizielle Sprachform der Kommune.
In der Gemeinde liegen mehrere sogenannte Tettsteder, also mehrere Ansiedlungen, die für statistische Zwecke als eine städtische Siedlung gewertet werden. Diese sind Bø mit 3819, Folkestad mit 403, Nordbøåsane mit 387, Nordagutu mit 309 und Gvarv mit 1101 Einwohnern (Stand: 1. Januar 2024).
| Jahr          | 1986 | 1990 | 1995 | 2000 | 2005 | 2010 | 2015   | 2020   | 2025   |
| ------------- | ---- | ---- | ---- | ---- | ---- | ---- | ------ | ------ | ------ |
| Einwohnerzahl | 8845 | 9089 | 9182 | 9375 | 9572 | 9865 | 10.323 | 10.444 | 11.135 |

## Geschichte
Die Kommune entstand am 1. Januar 2020 durch die Zusammenlegung der beiden Gemeinden Bø und Sauherad. Bei dieser Fusion wurden die Ortschaften Angard und Hjuksebø aus der ehemaligen Kommune Sauherad an Notodden überführt.

## Wirtschaft und Infrastruktur

### Verkehr
Die Sørlandsbanen führt durch das Gemeindegebiet und hält in Bø und Nordagutu. Auch über Bratsbergbanen ist die Kommune an das Bahnnetz angebunden. Im Straßenverkehr ist der Riksvei 36 von größerer Bedeutung. Er stellt die Verbindung zur Europastraße 18 und dem Haukelivegen her.

### Wirtschaft
Für die Wirtschaft von Midt-Telemark spielt die Land- und Forstwirtschaft eine große Rolle. Etwa zwei Drittel des landwirtschaftlich genutzten Gebiets wird für Maisanbau verwendet. Auch Teile der industriellen Produktion sind eng mit der Land- und Forstwirtschaft verbunden. Die Ortschaft Bø hat seit den 1970er-Jahren eine zunehmende Bedeutung im Bereich Handel sowie im öffentlichen Sektor. Dort liegt zudem ein Campus der 2016 aus der Hochschule Telemark, der Hochschule Vestfold und der Hochschule Buskerud entstandenen Universität Südost-Norwegen (USN).
Mit dem Freizeitpark Bø Sommarland liegt in der Kommune der größte Wasserpark Skandinaviens. Tourismus findet sowohl in der Winter- als auch in der Sommersaison statt.

## Wappen und Name
Am 20. August 2017 haben die Gemeinderäte in Bø und Sauherad in einer gemeinsamen Sitzung beschlossen, die fusionierte Gemeinde Midt-Telemark zu nennen. Dieser Name wird abgeleitet aus der Region Midt-Telemark, die es unter diesem Namen schon lange gibt. Allerdings ist die Kommune nicht so groß wie die Region, sondern es fehlt Nome. Der Name wurde jedoch in der Hoffnung gewählt, dass Nome doch noch zur Kommune dazu kommt. Zudem war Midt-Telemark auch der Arbeitstitel während der Verhandlungen zur neuen Kommune, an denen Nome auch teilgenommen hatte. Das Wappen der Kommune zeigte drei goldene Hardangerfiedeln auf blauem Hintergrund. Es soll die Tradition der Region zum Geigenspiel und Geigenbau symbolisieren.

## Persönlichkeiten
- Torgeir Augundsson (1801–1872), Komponist und Virtuose
- Regine Normann (1867–1939), Schriftstellerin
- Anders Haugen (1888–1984), US-amerikanischer Skispringer
- Hans Kleppen (1907–2009), Skispringer
- Olav Haukvik (1928–1992), Politiker
- Kim Leine (* 1961), dänisch-norwegischer Schriftsteller